# Коболдинский сельсовет
Коболди́нский сельсове́т — сельское поселение в Селемджинском районе Амурской области.
Административный центр — посёлок Коболдо.

## История
28 июня 2005 года в соответствии с Законом Амурской области № 25-ОЗ образовано муниципальное образование «Рабочий посёлок (пгт) Коболдо» и наделено статусом городского поселения. 2 мая 2012 года в соответствии с Законом Амурской области № 33-ОЗ рабочий посёлок Коболдо преобразован в сельский населенный пункт, а муниципальное образование — в сельское поселение Коболдинский сельсовет.

## Население
| 2010 | 2011 | 2012 | 2013 | 2014 | 2015 | 2016 |
| ---- | ---- | ---- | ---- | ---- | ---- | ---- |
| 445  | ↘444 | ↘432 | ↘420 | ↗424 | ↘416 | ↘401 |
| 2017 | 2018 | 2021 |      |      |      |      |
| ↘392 | ↘378 | ↘275 |      |      |      |      |

## Состав городского поселения
| № | Населённый пункт | Тип населённого пункта          | Население |
| - | ---------------- | ------------------------------- | --------- |
| 1 | Коболдо          | посёлок, административный центр | ↘275      |